# Фишер, Курт фон
Курт фон Фи́шер (нем. Kurt von Fischer; 25 апреля 1913, Берн — 27 ноября 2003, там же) — швейцарский музыковед, источниковед, общественный деятель.

## Очерк биографии и творчества
Из благородного рода Фишеров, берущего своё начало от Беата Фишера (1641–1698), основавшего и возглавившего Бернскую почту. Курт фон Фишер Родился в семье ботаника, исследователя грибов Эдуарда Фишера. В 1935 году окончил Бернскую консерваторию (ныне Высшая школа искусств) как пианист (класс Ф. Й. Хирта), стажировался у Чеслава Марека. В 1938 году в Бернском университете, где учился у В. Гурлитта и Э. Курта, защитил докторскую диссертацию «Гармония Грига и северный фольклор» (в том же году опубликована в виде монографии). В 1939-57 гг. преподавал в Бернском университете, в 1957-79 гг. профессор музыкознания в Цюрихском университете (в 1974-76 также декан музыковедческого факультета), где привёл в порядок музыкальную библиотеку и основал (на материале собственной коллекции) архив микрофильмов старинных нотных рукописей. В качестве приглашённого профессора читал лекции в Базельском университете (1956-57), Иллинойсском университете (1967), Городском университете Нью-Йорка (1987) и др. В 1967-72 гг. Фишер был президентом Международного музыковедческого общества. В 1971 г. в Москве принял участие в международном музыковедческом конгрессе, организованном ЮНЕСКО; его доклад (в переводе на русский язык) был опубликован в 1973 г.
Один из ведущих в мире специалистов по музыке итальянского Ars nova, Курт фон Фишер написал монографию «Исследования о музыке итальянского Треченто и раннего Кватроченто» (1956), многие статьи по этой теме, в том числе, в крупнейшие музыкальные энциклопедии. Совместно с Ф. А. Галло опубликовал впервые духовную музыку этого периода в нотной серии Polyphonic Music of the Fourteenth Century (vls. 12–13), с 1977 по 1991 годы — главный редактор этой серии. Совместно с М. Лютольфом издал фундаментальный двухтомный каталог «Рукописи многоголосной музыки XIV—XVI веков» (в серии RISM). В 1970-е гг. вёл ежегодный мастер-класс по музыке Треченто в Чертальдо (с 1975 почётный гражданин этого города).
Помимо Треченто, Фишер занимался историей пассионов, музыкальной формой Бетховена, проблемой взаимосвязи традиционной и академической музыки. Написал популярные монографии об А. Онеггере, Э. Шмиде, Ч. Мареке. Удостоен многих швейцарских и международных почётных наград и титулов.

## Сочинения (выборка)
- Griegs Harmonik und die nordländische Folklore. Bern, 1938.
- Die Beziehungen von Form und Motiv in Beethovens Instrumentalwerken. Strasbourg, 1948. 2te Aufl., 1972.
- Studien zur italienischen Musik des Trecento und frühen Quattrocento. Bern, 1956.
- Kontrafakturen und Parodien italienischer Werke des Trecento und frühen Quattrocento // AnnM 5 (1957), pp. 43–59.
- Die Musik des Trecento // Das Trecento: Italien im 14. Jahrhundert, hrsg. v. H. Peyer. Zürich, 1960, SS.185-214.
- Tradition(alismus), Antitradition(alismus) und das Problem des Fortschrittes in der Musik der Gegenwart // Das Problem des Fortschritte — heute, hrsg. R.W. Meyer. Darmstadt, 1969, SS.248-70.
- Die Passion von ihren Anfängen bis ins 16. Jahrhundert // Gattungen der Musik in Einzeldarstellungen: Gedenkschrift Leo Schrade, hrsg. W. Arlt u.a. Bern, 1973, SS.574-620.
- Природа и функции традиции в европейской музыке // Музыкальные культуры народов. Традиции и современность. М.: Советский композитор, 1973, с.51-65.
- Sprache und Musik im italienischen Trecento: zur Frage einer Frührenaissance // Musik und Text in der Mehrstimmigkeit des 14. und 15. Jahrhunderts. Wolfenbüttel, 1980, SS.37-54.
- Aufsätze zur Musik: aus Anlass des 80. Geburtstag von Kurt von Fischer. Zürich, 1993.
- Die Passion: Musik zwischen Kunst und Kirche. Kassel, 1997.

## Редактирование и составление
- (соавтор — M. Lütolf). Handschriften mit mehrstimmiger Musik des 14., 15. und 16. Jahrhunderts // RISM, B/IV/3-4 (1972).
- (соавтор — F.A. Gallo). Italian sacred music // PMFC 12 (1976)
- (соавтор — F.A. Gallo). Italian Sacred and Ceremonial Music // PMFC 13 (1987)
- Paul Hindemith: Klavierlieder I // Sämtliche Werke, Bd.6. Mainz, 1983.